# بحيرة أونوري
بحيرة أونوري هي بحيرة متوسطة الحجم تقع في إقليم لابي (فنلندا) ,في بلدية سودانكيل، حيث أنها ينتمي إلى كيميوكي وهي منطقة مستجمعات المياه الرئيسية.